# A Vendvidék népi táplálkozása
A magyarországi szlovének táplálkozása kultúrájuk különbözősége miatt eltért a hagyományos magyar étkezési szokásoktól és hasonlatos a szlovén konyhához. Azonban a földrajzi közelség és a mezőgazdasági művelés nagyfokú hasonlósága miatt sok közös motívum fedezhető fel az Őrség népi táplálkozásával, hagyományos ételeivel.

## Történelmiség
Az I. világháború végéig a magyarországi szlovének elsősorban árpakásából, kukoricából, babból és káposztából álló egytálételeket fogyasztottak. Hús csak nagyobb ünnepekkor, vagy disznóvágáskor került az asztalra. A kukorica megjelenésével egyidőben terjedt el a tök, illetve az abból sajtolt tökmagolaj használata is.
Az 1960-as évekig munkanapokon öt étkezés volt; reggeli, tízórai, ebéd, uzsonna, illetve vacsora. Összetétele az egész Vendvidéken hasonló volt, reggelire pépet (ereszetett), délben gánicát, vacsorára pedig sült burgonyát ettek tejjel. A tízórait és az uzsonnát a munkák közti szünetben, a mezőkön fogyasztották el. Ünnepnapokon leves, káposzta, hús és málé kerülhetett az asztalra. Péntekenként kifőtt tésztát, vagy tésztafélét kaptak.

## Kenyérsütés
A kenyeret a nők otthon sütötték, négyszögletű, növényi motívumokkal díszített, csempékből rakott kemencékben. A kb. 3 kilós, 10 cm magas, 35 cm átmérőjű és lapos tetejű házi kenyereket két-három hetente sütötték, egyszerre öt-nyolc darabot.
A rozsliszthez kis adag kukorica-, árpa-, vagy zablisztet, és főtt burgonyát kevertek. Rossz termés után gyakran kevertek a liszthez kiszárított és leőrölt bükkfa kérget, vagy a kukorica csutkáját. A kovászt házilag készítették.
A kenyértésztát fonott zsomborokban kelesztették, melynek az aljára lisztezett szalvétát raktak. A kelesztés végeztével a tésztát a megfelelően felfűtött kemencébe rakták, ahol kisütötték. A sütés nagyfokú tapasztalatot igényelt, hiszen folyamatosan fenn kellett tartani a kívánt sütési hőmérsékletet.

## Főbb ételek
- pép: kukorica, vagy búzalisztet forráztak le tejjel, vagy vízzel, ezután tejbe öntve felforralták
- dödölle: vízbe puhára főtt, majd pépesített burgonya liszttel sűrített keveréke, melyet forró, hagymás zsírban sütöttek ki
- gánica: a hajdina-, vagy kukoricalisztet a forrásban lévő, sós vízbe öntötték, majd a masszát főzőkanállal kiszaggatták és nyers, vagy aludt tejjel kínálták
- tésztaételek: kifőtt tészták mákkal, dióval, vagy túróval, illetve töltött gombócok
- lepénykenyér: vékony, nem erjesztett sült tészta, melyet vízzel, tejjel, vagy tejföllel öntöttek le, és mákkal, vagy dióval ízesítették
- béles, rétes: főleg böjti étel, a kovász nélküli sült tésztát répával, almával, vagy tökmaggal töltötték, majd háromszög alakúra vágták
- főzelékek: friss zöldségekből, vagy télen savanyú káposztából és répából főzték
- saláták: házi almaecettel és tökmagolajjal leöntött madár-, vagy fejessaláta, uborka, illetve főtt bab és káposzta

## Főbb italok
A vendek a munkák során frissítőként kútból mert vizet ittak. Ezen kívül házilag préselt almamustot ittak, mely ha megsavanyodott, ecetnek használták. A szőlőművelés a 19. század végén hanyatlásnak indult, azóta csak néhány helyen, elszórtan lehet szőlőborkészítéssel találkozni. A pálinkafőzéshez az otthon termesztett almát, körtét és szilvát, illetve tisztán szilvát használták. Aratás idején házisört is főztek, árpából és vadkomlóból.